# Khoutaouyrê Ougaf
Khoutaouyrê Ougaf est un roi de la XIIIe dynastie. Son classement chronologique a longtemps été débattu, mais l'opinion majoritaire fait de lui le prédécesseur d'Ouserkarê Khendjer.

## Attestations

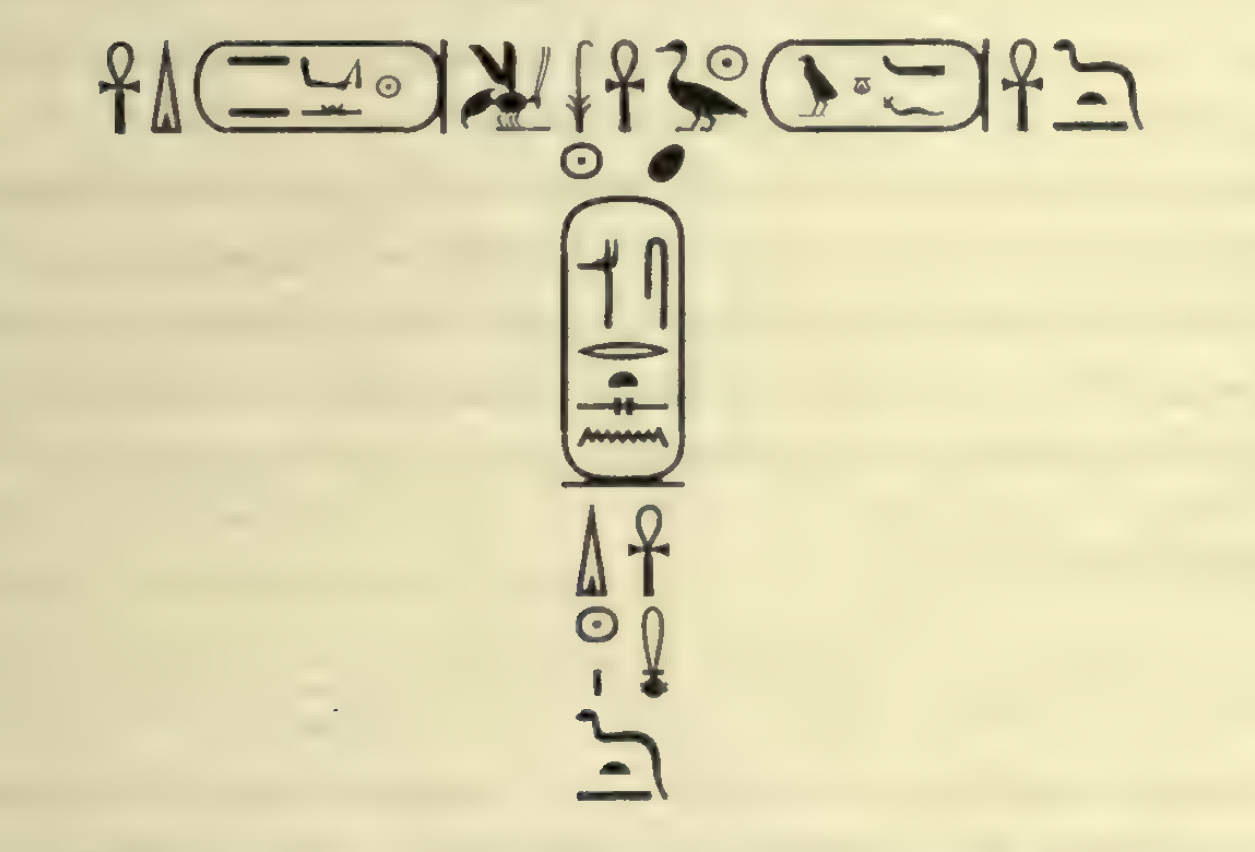
The Rubensohn plaquette trouver à Elephantine

À Abydos, une stèle datant d'une quatrième année de règne et destinée à préserver une route processionnelle d'Oupouaout (Musée égyptien JE 35256) a été usurpée par Khâsekhemrê Neferhotep Ier, mais Anthony Leahy a suggéré qu'elle avait été émise à l'origine par Khoutaouyrê Ougaf, une opinion partagée par Darell Baker mais pas par Ryholt, qui a plutôt suggéré que l'émetteur original de la stèle était plus probablement un autre pharaon de la XIIIe dynastie, Meribrê Seth.
Plusieurs autres objets portent son nom : une statue assise du dieu Dédoun, divinité originaire de Nubie, dédiée à la forteresse de Semna ; une stèle qu'il fit ériger à la forteresse de Mirgissa, à la hauteur de la deuxième cataracte ; un linteau de porte du temple de Montou à Médamoud (se trouvant au Musée du Louvre). Ainsi, il aurait régné sur une Égypte encore unifiée qui exerçait toujours une certaine domination en Nubie.
Un scarabée au nom d'un général homonyme (aujourd'hui au British Museum) et datant de la même période laisse penser à certains spécialistes comme Detlef Franke, que Ougaf aurait été un commandant militaire avant de prendre le pouvoir.

## Position chronologique
Les noms de Nesout-bity et de Sa-Rê du roi sont Khoutaouyrê Ougaf tandis qu'un autre roi de la dynastie porte les noms de Nesout-bity et de Sa-Rê Sekhemrê-Khoutaouy Amenemhat-Sobekhotep. Or le Canon royal de Turin indique en tant que premier roi de la dynastie un certain Khoutaouyrê et en tant que quinzième roi un certain Amenemhat-Sobekhotep. Ainsi, longtemps Khoutaouyrê Ougaf a été placé en tant que fondateur de la dynastie, et Sekhemrê-Khoutaouy Sobekhotep devenant Sobekhotep II, mais à la suite de diverses études, stylistiques notamment, la majorité des égyptologues pensent aujourd'hui que les noms ont simplement été inversés et que Sekhemrê-Khoutaouy Sobekhotep est le premier roi de la XIIIe dynastie, faisant de lui Sobekhotep Ier, tandis que Khoutaouyrê Ougaf a pris une position entre Sedjefakarê Amenemhat et Ouserkarê Khendjer.